# Teniet En Nasr
Teniet En Nasr (Theniet Nasser, Teniet-el-Khemis, Tizi Lekhmis ("col du Jeudi") en Kabyle),  est une commune de la wilaya de Bordj-Bou-Arreridj en Algérie et située dans la Kabylie des Bibans.

## Histoire
Situé à 6 km au sud de la Kalâa des Beni Abbès (tribu bni yadel), Teniet-el-Khemis fut le premier chef-lieu de la commune mixte des Bibans créée par arrêté gouvernemental du 1er décembre 1880 dans l'arrondissement de Sétif (Département de Constantine). La commune mixte des Bibans, dont le siège fut transféré le 26 juillet 1886 à Bordj Medjana, à 11 km au nord de Bordj-Bou-Arreridj, comprenait sur son territoire, les fameuses Portes de fer, longtemps obstacle à la progression de l’armée française vers l’est. Le bachagha Mokrani s’y révolta en 1870 et 1871.  
Les villages de la commune de Teniet En Nasr (Ouled Rached, Ouled Alloua, Bouraya, Djedida, Ferracha, Bogtone, Sehmda etc) constituaient avant la conquête de la Kabylie, une fraction (tribu Djebaïlia) de l'Arch des Ath Abbas (Beni Abbès) qui comprenait une centaine de hameaux et villages disséminés sur le versant nord de la chaîne des Bibans.
Teniet-el-Khemis devient le chef-lieu de la nouvelle commune de Bougtone créée par arrêté du 14 janvier 1957, puis par arrêté du 4 octobre 1957, la commune de Teniet El Khemis est constituée par le regroupement des communes de Bougtone et Tafertast. Une section administrative spécialisée portait le nom de cette commune dans les années 1950.
Des ruines romaines et des inscriptions chrétiennes datant de la période de la Maurétanie Sitifienne ont été découvertes près de Teniet En Nasr dans les années 1950.

### La tribu des Djebaïlia
Le territoire de la commune de Teniet En Nasr d'aujourd'hui correspond au territoire de l'ancienne tribu des Djebaïlia. 
Cette tribu qui faisait partie du fief de la Medjana des Mokrani, devint par arrêté du 21 mars 1864 un des 4 caïdat, avec le caidat des Hachems, des Megueddems et des Ouled'Khelouf, du bachaghalik de la Medjana. Le caidat des Djebaïlia était alors composé des fractions suivantes : Dar-el-Beïda, Seqaïd-Rouha, Ouled-Sidi-el-Djoudi, Ouled Sidi-Amor, Ouled-Sidi-Messaoud, El-Kariou, Ouled-bou-Ahriz, Ouled-Sidi-Ali-Taïer, Feracha, Ouled-Rached, El-Ghedida, Bou-Kton, Allaoua. La tribu fut ensuite rattachée à la commune mixte de Bordj bou Arreridj puis à la commune mixte des Bibans lors de sa création en décembre 1880. Le territoire de la tribu d'une superficie de 11,716 hectares, était limité : au nord, par la tribu d'Ouled-Sidi-Brahim Boubeker et par les douars de Mouqua, de Boni (Beni-Abbès) et de Djafra (Beni Yadel); à l'est, par les douars de Colla (Beni Yadel) et de Medjana (Hachem) ; au sud et à l'ouest, par la tribu de M 'Zita. Cette tribu était composée de deux groupes ethniques différents : l'un, berbère, comprenait 12 fractions installées dans le nord du territoire, l'autre, arabe, formait 4 fractions établies dans la partie méridionale (au total 3,481 personnes en 1899 sur un territoire d'une superficie de 11,716 hectares). La tribu a été délimitée et divisée par arrêté du 10 mai 1899 en deux douars communes de la commune mixte des Bibans : Bouktone, composé des fractions berbères (Population : 2,544 habitants ; superficie : 6,400 hectares) et  Tafertast, composé des fractions arabes (Population : 937 habitants ; superficie : 5,316 hectares). Le passé historique de cette tribu est lié à celui de la famille des Ouled-Mokrane qui, sous la domination turque, exerçait déjà sa prépondérance sur toute la région de la Medjana, et dont les chefs furent, après la conquête de l'Algérie, investis des fonctions de bach-agha. À la suite de la révolte de 1871, le territoire des Djebaïlia ayant été séquestré, la collectivité s'est rachetée des effets de cette mesure par le payement au trésor d'une soulte en espèces de 88,602 francs.

## Géographie

### Situation
La commune de Teniet En Nasr est située à 151 km d'Alger, à 16km d'Ighil Ali, à 12km de Medjana et à 30 km de Bordj Bou Arréridj.

### Lieux-dits, quartiers et hameaux
La commune de Teniet En Nasr est composée des localités suivantes : 

## Démographie et population
Les travaux de constitution de l'état civil du douar Djebaïlia ont été homologués en 1893 par l'administration française (arrêté du 19 août 1893).